# Deathgaze
Deathgaze (estilizado como DEATHGAZE) é uma banda japonesa de metal do movimento visual kei formada em 2003. Desde 2009, sua formação conta com Ai, Takaki, Kosuke e Naoki. Eles fizeram duas turnês na Europa antes de se separar em 2014. Reuniram-se em 2023.

## Carreira

### 2003–2009: Início e mudanças de formação
Deathgaze foi formada em 2003 por Ai, Kanna e ex membros da banda Berry, Naoki e Hazuki. Após pequenos shows, em 2004 estrearam com seu primeiro EP chamado "294036224052". No entanto, após uma turnê de março a abril o vocalista Hazuki deixou o grupo e formou o Lynch, assim como Kanna que entrou na Puppet Mammy. Os membros restantes recrutaram Naoto e Sou para preencher a formação. Em fevereiro de 2005 lançaram o single "Chaos" e no final do ano embarcaram em uma turnê chamada Drug Overdose Death, antes do lançamento da canção "Downer". No ano seguinte foi lançado o álbum de estreia Genocide and Mass Murder, acompanhado pela turnê Genocidal Venom. Se tornou o único com o vocalista Sou, que saiu no final do ano para focar em seu casamento. Eles também fizeram dois shows especiais com a banda Girugamesh, usando os nomes Girugaze e Deathgamesh.
Em 2007, Deathgaze entrou em hiato para procurar um novo vocalista. Apesar de terem aberto audições para tal, em novembro o próprio baixista Ai se tornou o vocalista. Kosuke preencheu o campo de baixista no ano seguinte, depois do lançamento de três singles. Junto com Girugamesh, Unsraw e outras bandas, participaram do festival Loud Core Monsters War 2008. O primeiro álbum com Ai nos vocais, Awake -Evoke the Urge-, estreou em dezembro. Naoto saiu do grupo após um último show em 26 de abril de 2009. Em setembro, um álbum de regravações de canções antigas, desta vez com os vocais de Ai, foi lançado. Durante a turnê nacional que veio logo depois, Unite the Blood, Takaki foi guitarrista suporte. Ele se tornou membro oficial em novembro.

### 2010–2014: Shows internacionais à dissolução
A banda alcançou o top 10 das paradas indie da Oricon com os singles de 2010 "Blood" e "Sorrow", o primeiro citado por Ai como o mais representativo da banda. Neste ano também tocaram como ato de suporte ao Lynch em sua turnê, além de um show das duas bandas juntas em 10 de setembro. Bliss Out, o 3° álbum, foi lançado em 8 de dezembro. 2011 viu o lançamento de dois singles, "Silence/The End" e "Useless Sun" e o relançamento de Awake -Evoke the Urge-. No início de 2012 anunciaram um novo álbum Creature, lançado em 4 de abril, assim como sua turnê promocional chamada Glory Creatures. Em 21 de novembro lançaram o single "Dead Blaze" e anunciaram a abertura de seu fã clube oficial chamado Creatures. Em 2013, no marco de dez anos de carreira, embarcaram na turnê The End of the Last Decade. A primeira parte contou com shows nacionais e a segunda aconteceu na Europa, com 9 datas no continente durante o mês de julho.
Em 2 de outubro de 2014, anunciaram que entrariam em um hiato por tempo indefinido após um último show no Japão no dia 23 de dezembro. Uma última turnê internacional de despedida foi realizada de 5 a 13 de dezembro, com um show na França e na Alemanha e três no Brasil, nas cidades de São Paulo, Rio de Janeiro e Porto Alegre.
Ai iniciou carreira solo em 2015.

### 2023–presente: Reunião
Em agosto de 2023, a formação completa do Deathgaze gravou uma performance em estúdio da canção "Blood" após os membros se reunirem gradualmente, provocando uma possível reunião da banda. Logo depois, eles anunciaram dois shows de reunião em Nagoya que aconteceram nos dias 22 e 23 de dezembro. Em outubro, disponibilizaram seus trabalhos a partir de 2008 em diversos serviços de streaming globalmente.

## Membros
- Ai (藍) – vocais (2007–2014, 2023–presente), guitarra rítmica (2009–2014, 2023–presente),  baixo, vocais de apoio (2003–2008)
- Naoki (直樹) – bateria (2003–2014, 2023–presente)
- Kosuke (孝介) – baixo, vocais de apoio (2008–2014, 2023–presente)
- Takaki (貴樹) – guitarra solo, vocais de apoio (2009–2014, 2023–presente)

Ex membros
- Hazuki (葉月) – vocais (2003–2004)
- Kanna (柑那) – guitarra (2003–2004)
- Sou (宗) – vocais (2004–2006)
- Naoto (直人) – guitarra (2004-2009)

## Discografia
- Genocide and Mass Murder (16 de julho de 2006)
- Awake -Evoke the Urge- (10 de dezembro de 2008)
- The Continuation (9 de setembro de 2009)
- Bliss Out (8 de dezembro de 2010)
- Creature (4 de abril de 2012)
- Enigma (23 de julho de 2014)

Singles
- "Chaos" (5 de fevereiro de 2005)
- "Chaos Vol. 2" (17 de agosto de 2005)
- "Downer" (11 de novembro de 2005)
- "Fuhai to Fusei (腐敗と腐生) (1 de abril de 2006)
- "Insult Kiss Me" (23 de janeiro de 2008)
- "Dearest" (20 de fevereiro de 2008)
- "I'm Broken Baby" (19 de março de 2008)
- "Abyss" (24 de julho de 2008)
- "Blood" (18 de novembro de 2009)
- "Sorrow" (26 de maio de 2010)
- "Silence/The End" (7 de maio de 2011)
- "Useless Sun" (2 de novembro de 2011)
- "Dead Blaze" (21 de novembro de 2012)
- "Allure" (22 de maio de 2013)
- "The Underworld" (18 de dezembro de 2013)[6]